# Stadtbus (Fahrzeug)
Ein Stadtbus oder Stadtlinienbus ist ein Omnibus, der speziell für den innerstädtischen Linienverkehr konzipiert ist.
Auch Oberleitungsbusse basieren konstruktiv auf Stadtbussen, nehmen aber aufgrund ihrer Fahrleitungsabhängigkeit eine rechtliche Sonderstellung ein.

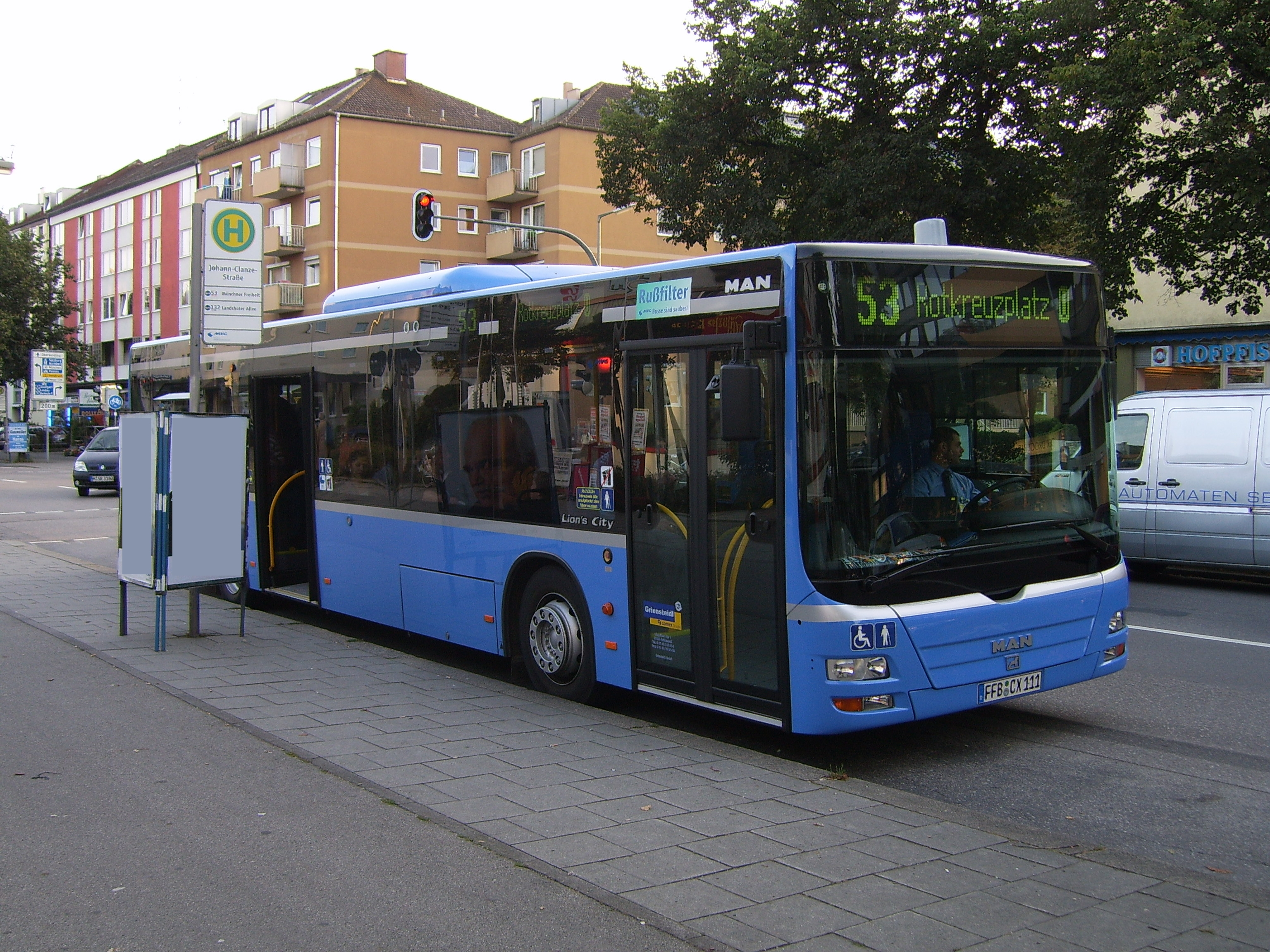
Moderner Stadtbus (MAN Lion’s City)

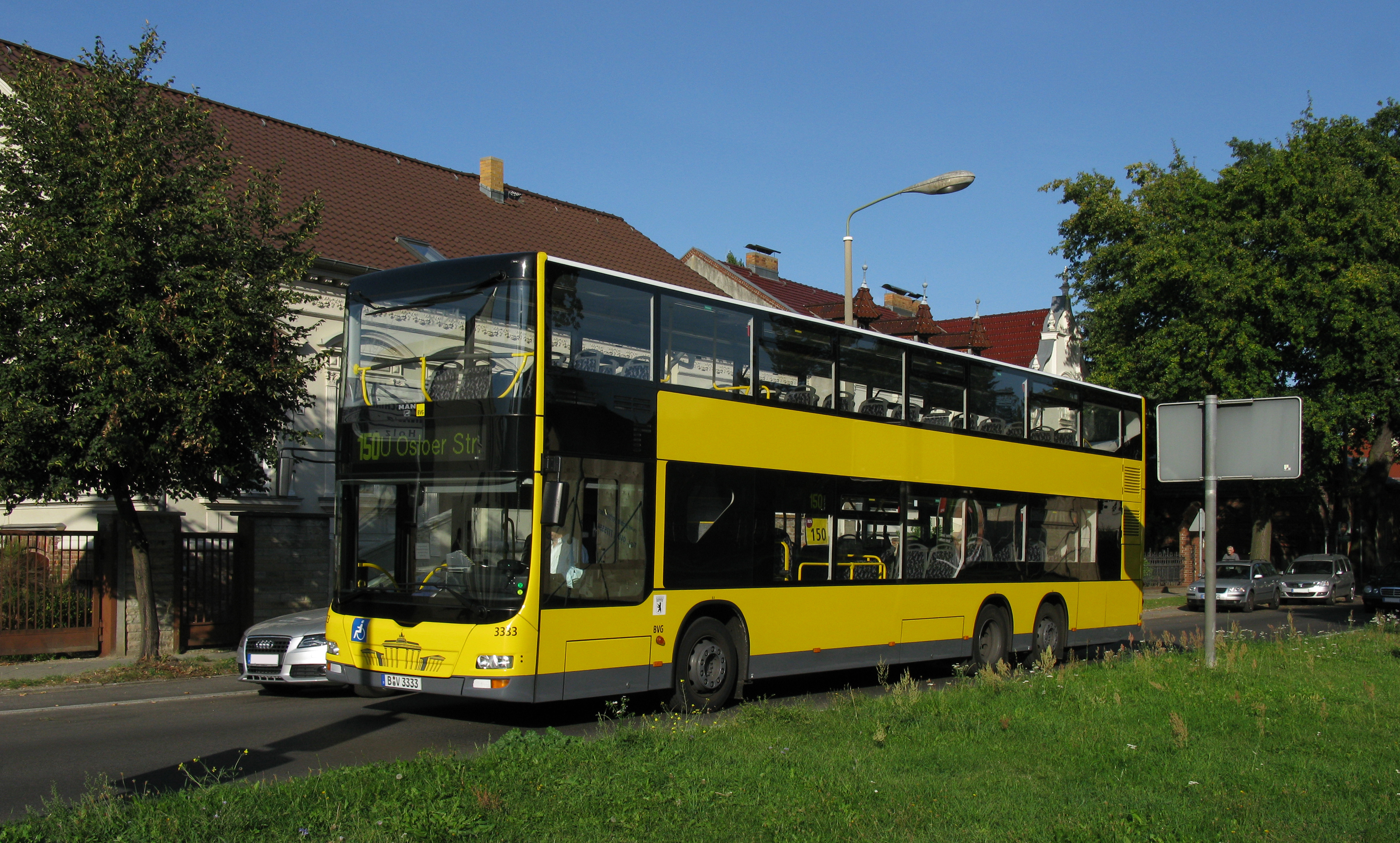
Doppeldeckerbus der Berliner Verkehrsbetriebe (MAN Lion’s City DD ab 2005)

## Geschichte

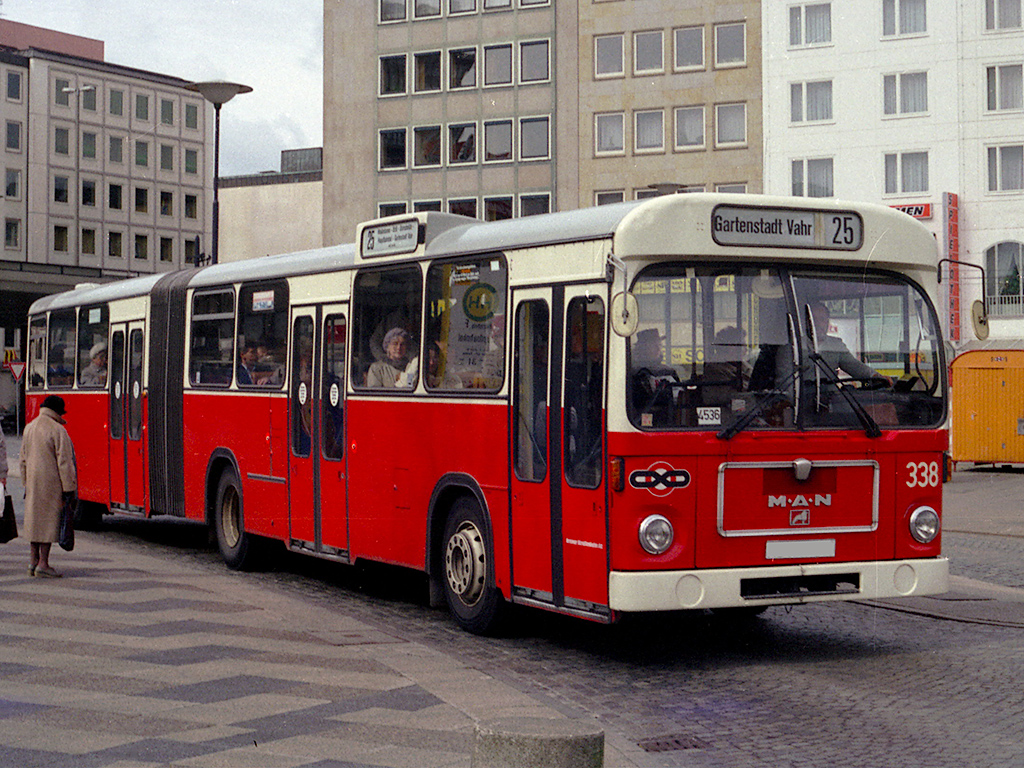
Standardbus I (MAN/Göppel-Gelenkbus in Bremen)

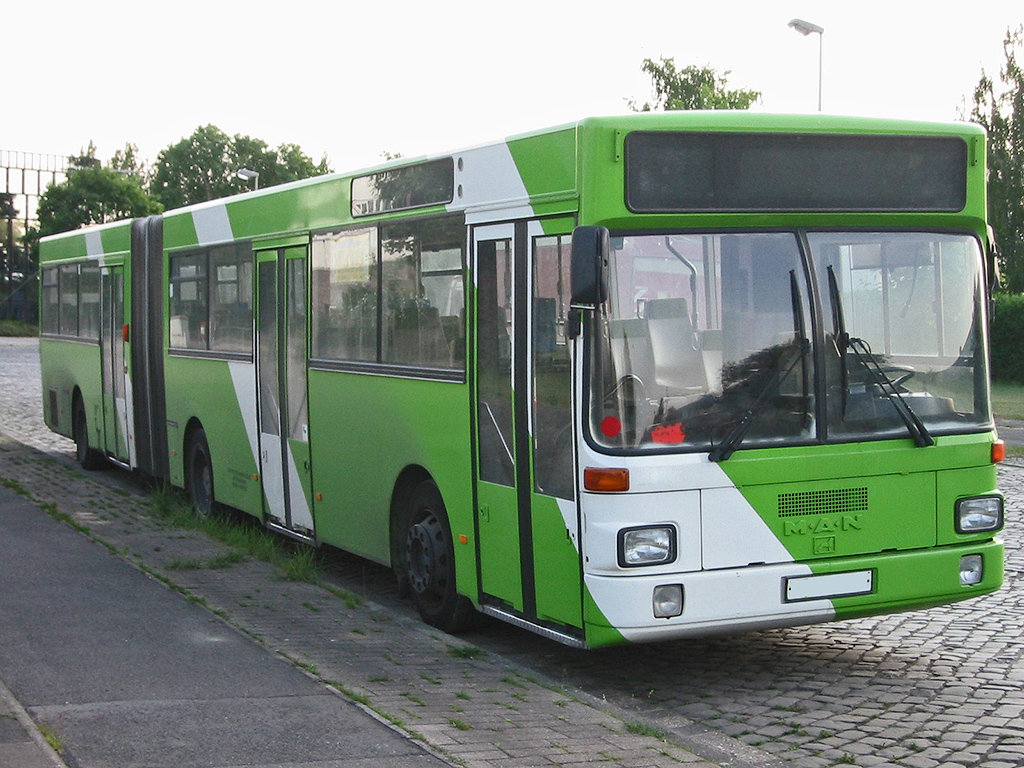
Standardbus II (MAN-Gelenkbus in Hannover)

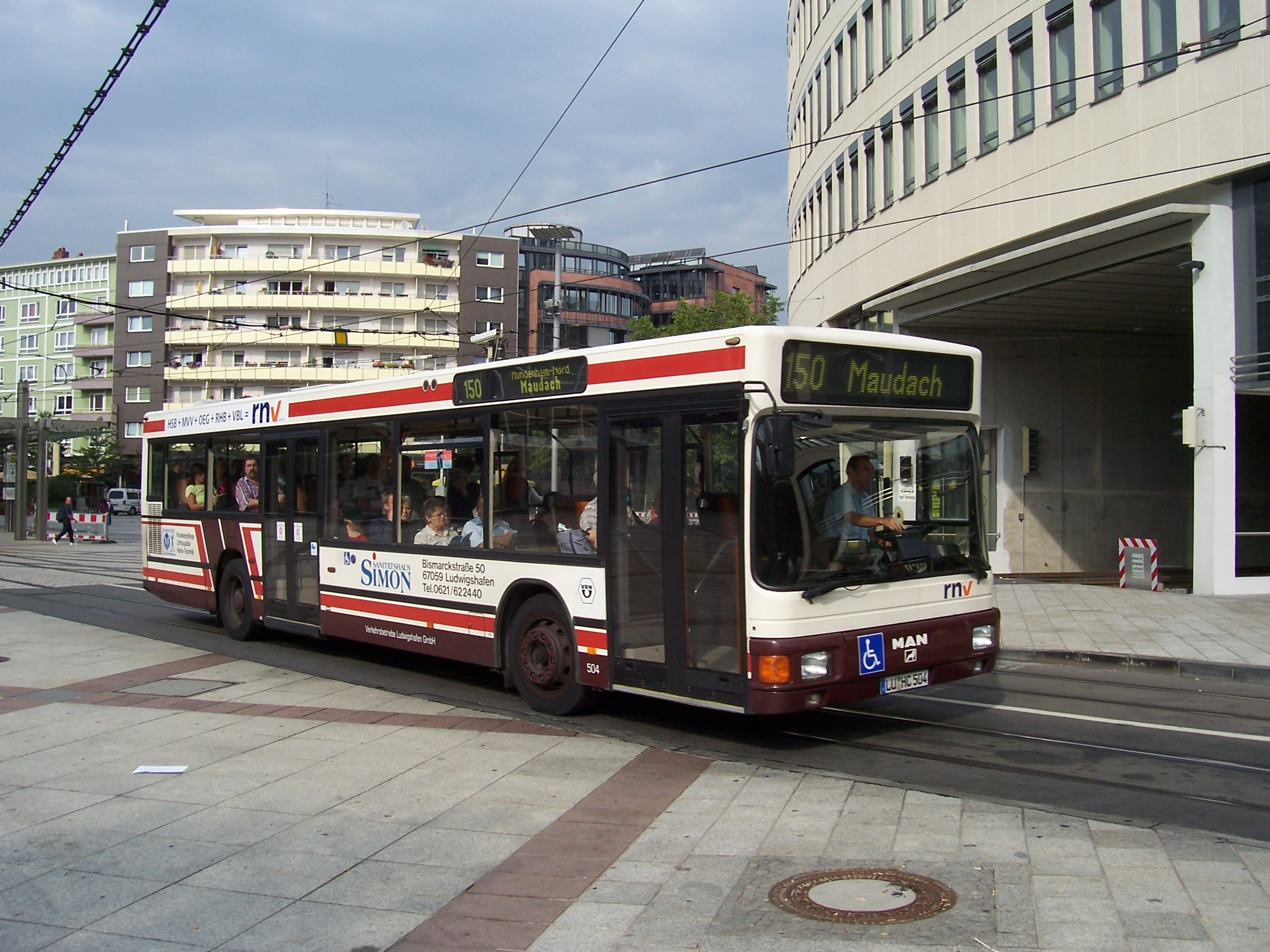
Niederflurbus der zweiten Generation

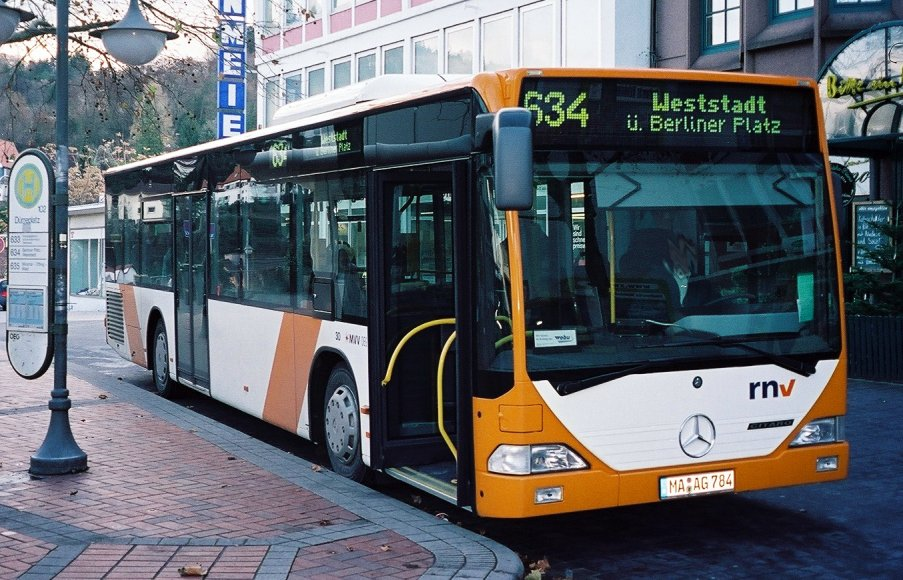
Niederflurbus der dritten Generation

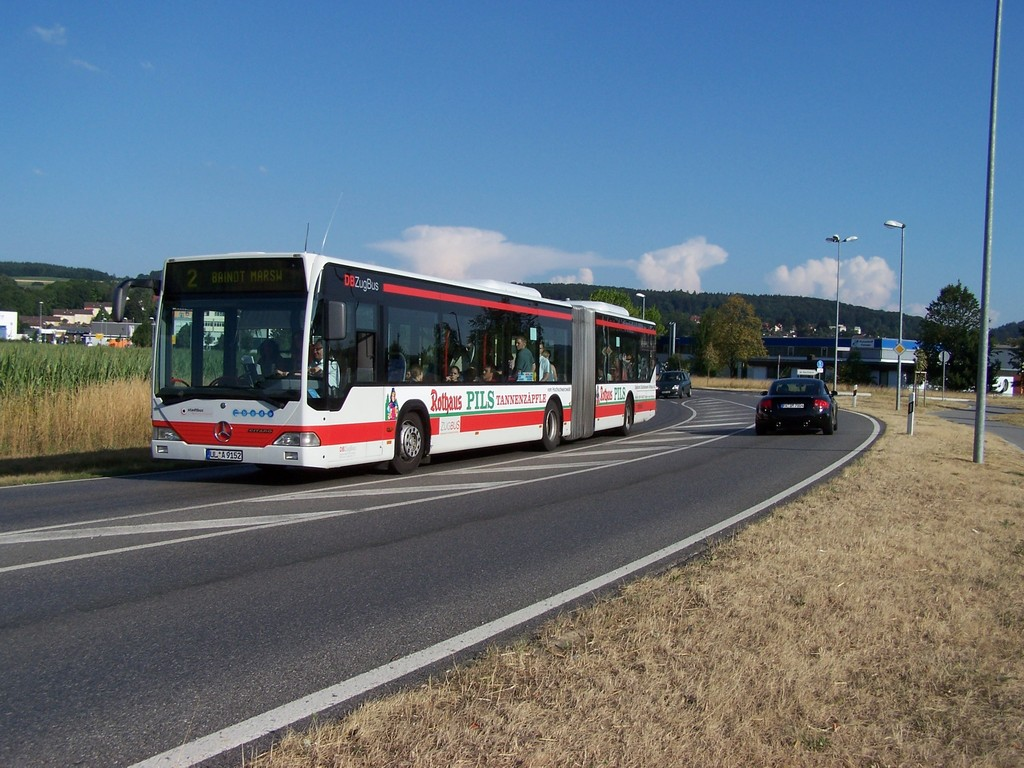
Niederflur-Gelenkbus (dritte Generation)

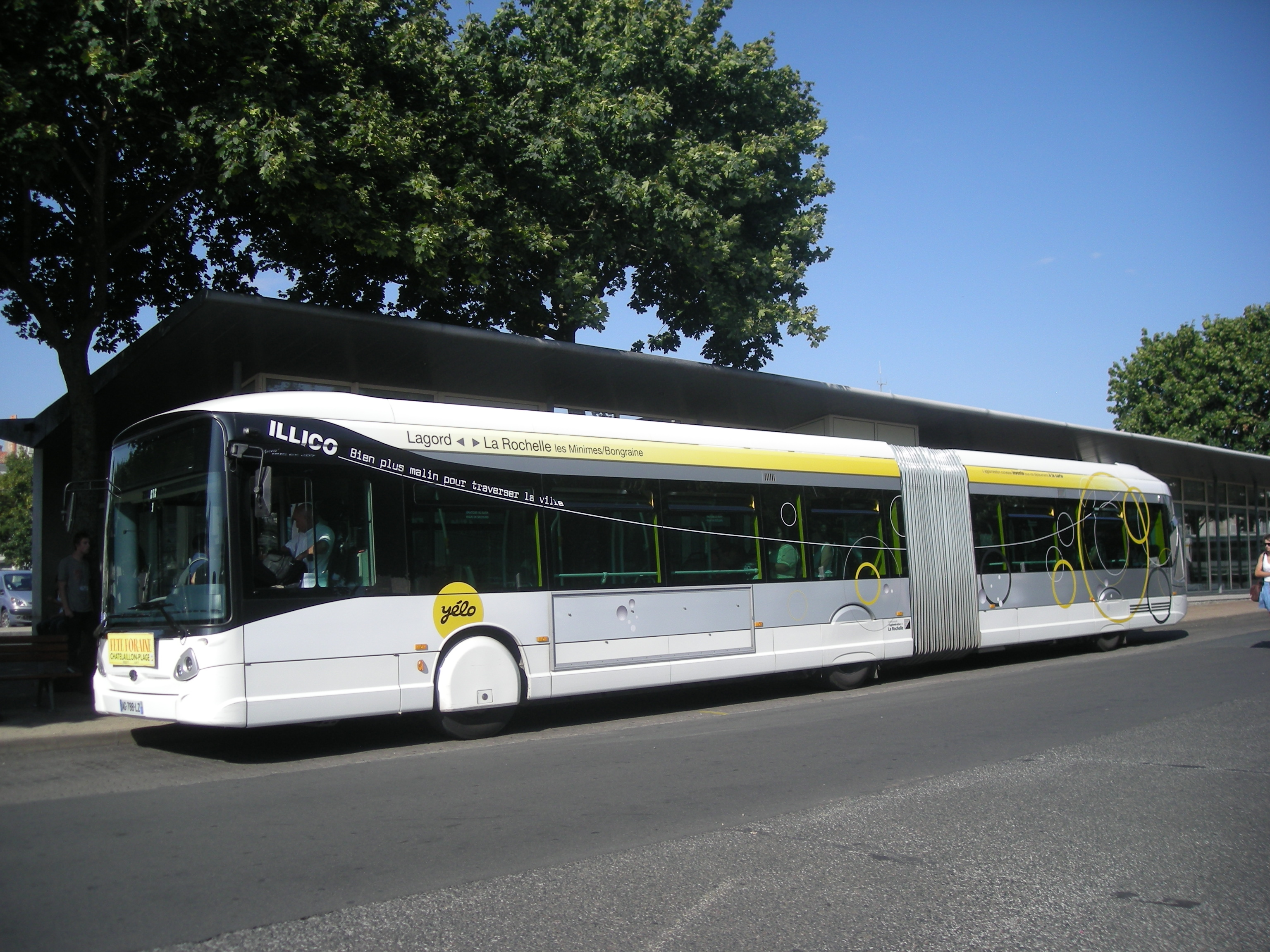
Niederflur-Gelenkbus in Aytré, Frankreich

### Die Anfänge
Die ersten Omnibusse waren noch wenig nach spezifischen Einsatzzwecken differenziert. Bis auf die für den Stadtlinienverkehr konzipierten Doppeldeckerbusse mit ihren in den 1920er Jahren entworfenen Niederrahmen-Fahrgestellen (und den daraus abgeleiteten Eindeckbussen) unterschieden sich bis nach dem Zweiten Weltkrieg die für den Stadtverkehr benutzten Busse von den Reisebussen hauptsächlich nur durch andere Türen (erst Schiebe-, später Falttüren) und eine weniger luxuriöse Ausstattung. Neue Konstruktionen speziell für den Stadtverkehr kamen erst Ende der 1950er Jahre auf.

### Die Zeit der Standardbusse
In der Nachkriegszeit konkurrierte eine Vielzahl von Omnibusherstellern mit sehr unterschiedlichen Modellen. Die Verkehrsunternehmen sträubten sich gegen die durch sehr heterogene Busflotten verursachten Wirtschaftlichkeitseinbußen und regten die Einführung eines Einheitsbustyps an. In Deutschland erarbeitete der Verband Öffentlicher Verkehrsbetriebe (VÖV) in Zusammenarbeit mit den wichtigsten Busherstellern bis 1968 den Standardbus I. Als eine Neuentwicklung notwendig wurde, konstruierte man den Standardbus II. Einige Hersteller mussten auf Druck von Motorenlieferanten Abstand von ihrer Standardbus-Entwicklung nehmen und boten eigene Stadtbuskonzepte an (z. B. Kässbohrer Setra), spielten damit jedoch immer nur eine Nebenrolle am Markt.
Im Wirtschaftsraum des RGW erfolgte ein solcher Standardisierungsprozess bereits ab den 1950er Jahren mit der Fokussierung der Omnibusproduktion bei Ikarus in Ungarn. Zum Standard-Linienbus des Ostblocks der 1970er und 1980er Jahre entwickelte sich der Ikarus 280.
In den Niederlanden fand ebenfalls eine Standardisierung in den 1960er Jahren statt, hier waren die Bus-Aufbauhersteller Hainje (CSA Stadsbus) bzw. Verheul und Den Oudsten (Standaard Streekbus / Regionalbus) beteiligt.

### Die Zeit der Niederflurbusse
Den ersten „modernen“ Niederflurbus (erste Generation) stellte Auwärter Neoplan mit dem N 814 schon 1976 vor; es konnten jedoch nur wenige Exemplare verkauft werden. Nachdem Kässbohrer 1984 mit dem Setra S 300 NC einen weiteren, wenig erfolgreichen Vorreiter präsentiert hatte, versuchte Auwärter Neoplan 1987 in Zusammenarbeit mit den Stadtwerken München einen zweiten Anlauf und setzte eine stürmische Entwicklung in Gang. Der damals vorgestellte Neoplan-Niederflurbus war eine Weiterentwicklung des Standardbusses II. Auch die von Daimler-Benz und MAN zwischen 1988 und 1997 hergestellten Niederflurbusse basierten auf dem Standardbus II. Ab 1997 haben sich als dritte Niederflurbus-Generation wieder herstellerspezifische Lösungen durchgesetzt; denn da die meisten früheren (deutschen und österreichischen) Hersteller inzwischen verschwunden oder übernommen worden sind, wurde der deutsche Markt für Stadtbusse im Wesentlichen unter zwei Konzernen aufgeteilt; somit ist das Argument der Vereinheitlichung nicht mehr zugkräftig. Die Hersteller sind ohnehin eher darauf bedacht, vor allem eigene Konzepte und Innovationen anzubieten. Moderne Stadtbusse zeichnen sich durch einladend gestaltete Innenräume und rationalisierte Technik (z. B. durch CAN-Bus-Systeme) aus.
Da Niederflurtechnik teuer ist, zeichnet sich angesichts knapper öffentlicher Kassen in jüngster Zeit ein neuer Trend ab: der Low-Entry-Bus (Tiefeinstiegsbus), bei dem nur noch der Vorderwagen einen niedrigen Boden hat, der Hinterwagen jedoch nur über Stufen erreichbar ist.

## Bauformen

### Nach Bodenhöhe
- Hochflurbus: zwei oder mehr Stufen vom Einstieg zum Fahrgastraum
- Mittelflurbus: eine Stufe vom Einstieg zum Fahrgastraum
- 70-%-Niederflurbus: meist stufenfrei, Motor unterflur im Heck
- 100-%-Niederflurbus: stufenfrei, Motor meist seitlich stehend
- Low-Entry-Bus (Tiefeinstiegsbus): zwischen den Achsen niederflur, Hinterwagen hochflur

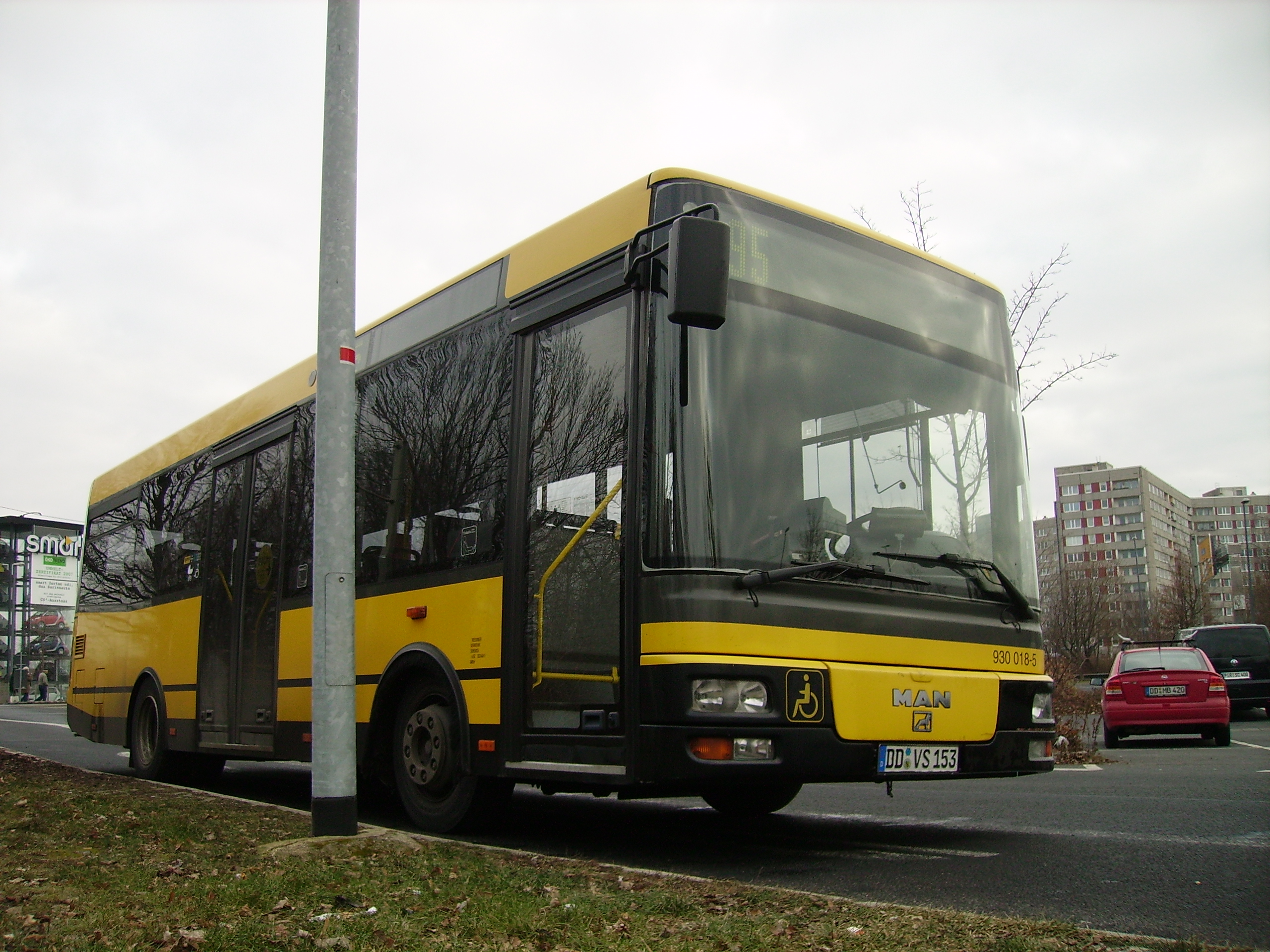
MAN Midibus in Dresden

### Nach Länge
- Kleinbus
- Midibus: bis 11 m lang
- zweiachsiger Solobus: 10 bis 13 m lang
- dreiachsiger Solobus: 13 bis 15 m lang
- Gelenkbus: 16,5 bis 20 m, als Doppelgelenkbus auch bis zu 25 m lang
- Doppeldeckerbus (zwei-, drei-, z. T. sogar vierachsig)
- Buszug: Solobus mit Busanhänger

## Merkmale
Stadtbusse sind vor allem auf zwei Anforderungen hin optimiert: hohe Beförderungskapazität und schneller Fahrgastwechsel, ersteres aus Wirtschaftlichkeitsgründen, letzteres um die Standzeiten an den Haltestellen kurz zu halten.

### Stehplätze
Stadtbusse weisen meist mehr Steh- als Sitzplätze auf, weil sich davon mehr auf einer gegebenen Fläche unterbringen lassen. Demgegenüber fallen auf kurzen Strecken der Komfortverlust und die reduzierte zulässige Geschwindigkeit weniger ins Gewicht. In Deutschland wird üblicherweise mit vier Stehplätzen pro Quadratmeter gerechnet. Ein typischer zwölf Meter langer Stadtbus hat etwa 70 Stehplätze. Für stehende Passagiere sind Haltestangen vorgesehen. In neueren Fahrzeugen sind sie meist geschwungen ausgeführt, während Haltegriffe nicht mehr üblich sind. Üblicherweise sind in Stadtbussen besondere Stellplätze für Rollstühle und Kinderwagen vorgesehen, wofür diese in den letzten Jahren mit Rollstuhllehnen versehen sind.

### Sitzplätze
Die Sitzplatzanzahl in Stadtbussen ist inzwischen eher gering, typische Zwölf-Meter-Stadtbusse haben 20 bis 40 Sitzplätze. Während im Standardbus I noch gepolsterte Sitzbänke oder Schalensitze aus Hartplastik üblich waren, haben sich inzwischen dünn gepolsterte Einzelsitze mit schwer zerstörbaren Veloursbezügen durchgesetzt. Typisch für Stadtbusse war die Vis-à-vis-Anordnung im Bereich der Räder. Ein wichtiges Ziel bei der Gestaltung der Sitze ist die Vandalismusvorbeugung: In den letzten Jahren kam die sogenannte Konferenzanordnung im Heck auf. Gelegentlich werden Sitzbezüge mit „wilden“ Mustern verwendet, auf denen Graffiti und Tags weniger auffallen. Versuche mit vandalismusresistenten Holzsitzen verliefen weniger erfolgreich.

### Motor und Antrieb
In der Frühzeit waren nach Elektroantrieben und Gasmotoren zunächst besonders Ottomotoren verbreitet. Seit den 1930er Jahren werden besonders Dieselmotoren verwendet. Zunächst waren die Motoren in der Front des Busses angeordnet. Später setzte sich die Anordnung unterflur durch, zunächst zwischen den Achsen, später im Heck. Heute sind Motorleistungen von etwa 200 bis 300 PS üblich, bei Gelenk- und Doppelstockbussen bis zu 400 PS. Am verbreitetsten ist noch der Dieselantrieb.

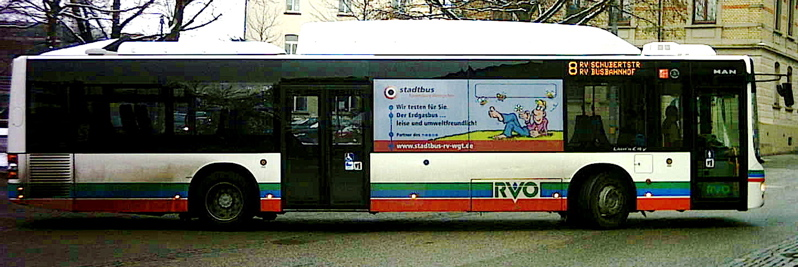
Erdgasbus von MAN

Dass sich Automatikgetriebe mit Drehmomentwandler erst vergleichsweise spät in Stadtbussen verbreiteten, obwohl gerade bei diesen eine enorme Schaltarbeit zu leisten war, hing mit der konstruktiven Herausforderung zusammen, die verglichen mit Pkw große Nutzlast und Übertragungsmomente mit einer hinreichend kompakten und leichten Bauweise in Einklang zu bringen. Mitte der 1970er Jahre wurde in Zusammenarbeit von MAN und Renk mit dem „Doromat 873“ ein geeignetes Automatikgetriebe entwickelt. Davon ausgehend bot es sich nun auch an, Schubgelenkbusse mit Motor im Heck des Hinterwagens zu entwickeln, weil dazu keine Schaltseile mehr durch das Gelenk geführt werden mussten. Seit etwa 1980 ist auch bei Gelenkbussen der Motor meistens im Heck des Hinterwagens angeordnet, wobei durch die von der FFG Mitte der 1970er Jahre entwickelte Knickwinkelsteuerung eine bessere Fahrstabilität erreicht wurde. Das Automatikgetriebe setzte sich dann bei Stadtbussen allgemein im Laufe der 1980er Jahre weitgehend durch.
Vor allem in den 1990er Jahren setzten viele Städte auf emissionsarme Erdgasbusse, äußerlich erkennbar an den Tankaufbauten auf dem Dach. Seit einigen Jahren ist die Verbreitung von Erdgasbussen wieder rückläufig, was am höheren Einstandspreis sowie an veränderten Treibstoffkosten und Steuern liegt. Vor allem in Skandinavien verbreitet ist Biogas- und Ethanolantrieb. Ab der Jahrtausendwende gelangten kleinere Flotten von Brennstoffzellenbussen in den Linieneinsatz, der durch das Förderprogramm CUTE unterstützt wurde. Auch in den nachfolgenden Jahren gab es immer wieder Versuchsbetriebe mit der Technologie, Brennstoffzellenbusse konnten sich aber bislang nicht flächendeckend oder für größere Flotten durchsetzen.
In den Nullerjahren kamen zahlreiche Hybridbus-Modelle auf den Markt, die neben dem Verbrennungsmotor über einen Energiespeicher für elektrische Energie sowie einen Elektromotor verfügen. Diese Antriebstechnologie fasste in Europa in der zweiten Hälfte der Nullerjahre Fuß und machte 2023 rund 20 % aller zugelassenen Busse in Westeuropa aus. Allerdings gelten Hybridbusse als Brückentechnologie und werden immer stärker durch Batteriebusse verdrängt, welche seit ca. 2015 serienmäßig auf dem Markt angeboten werden und seit 2021 bezüglich Verkaufszahlen die Hybridbusse übertreffen. Inzwischen ist der größte Teil der neuzugelassenen Stadtbusse voll-elektrische Batteriebusse.

### Fußbodenhöhe
Früher dominierten bei den Stadtbussen Hochflur-Ausführungen. Seit den 1990er Jahren werden in Deutschland für den Stadtverkehr jedoch fast nur noch Niederflurbusse mit ca. 32 cm Bodenhöhe über Straßenoberfläche bestellt, da sie behindertenfreundlich sind und einen zügigeren Fahrgastwechsel ermöglichen. Die Mittelflurbauweise konnte sich in Deutschland nicht durchsetzen. In Deutschland ist der Motor dennoch meist auch bei Niederflurfahrzeugen unterflur im Heck angeordnet, so dass der Mittelgang etwa von der Mitte des Fahrzeugs an ansteigt. Seltener sind 100-Prozent-Niederflurbusse, bei denen der Motor (meist im Heck) seitlich stehend angeordnet ist, was allerdings in der Regel einen Verlust an Nutzfläche mit sich bringt. Solche Fahrzeuge haben oft eine dritte Tür im Heck.
Wachsende Erfolge verzeichnen die Low-Entry-Busse (Tiefeinstiegsbusse), die den Vorderwagen eines Niederflurbusses mit dem Hinterwagen eines Hochflurbusses vereinen, wobei der hintere Teil des Innenraums über Stufen erreicht wird. Besonders im angelsächsischen Raum sind diese Busse im Eindeckerbereich der Standard.

### Ein- und Ausstieg
Breite Ein- und Ausstiege sind für den raschen Fahrgastwechsel unabdingbar. Solobusse haben üblicherweise zwei Doppeltüren, Gelenkbusse zwei Doppeltüren im Vorderwagen und eine im Nachläufer. Seltener sind Solobusse mit drei Doppeltüren und Gelenkbusse mit vier oder fünf Doppeltüren. In den Mittelmeerländern kommen sogar Solobusse mit vier Doppeltüren vor. Die britischen und irischen Verkehrsunternehmen bevorzugen dagegen Busse, auch Doppeldecker, mit nur einer Tür, lediglich in Großstädten wie London werden auch Stadtbusse mit zwei Türen eingesetzt.
Weit verbreitet sind trotz ihrer Nachteile immer noch nach innen öffnende Innenschwenktüren, da das Öffnen und Schließen der besonders bei Regionalbussen verwendeten Außenschwenktüren deutlich länger dauert. Die seit einigen Jahren auch bei Linienbussen eingesetzten Schwenkschiebetüren, die die Vorteile beider anderen Bauformen vereinen, sind dagegen teurer, so dass heute oft vorn Innenschwenktüren und hinten Schwenkschiebetüren eingesetzt werden. Für Rollstühle sind heute im Bus integrierte, von Hand ausklappbare Rampen vorgesehen. Motorisiert ausfahrbare Versionen konnten sich aus Kosten- und Wartungsgründen nicht durchsetzen; denn gelangt Schmutz oder Feuchtigkeit in die Aufhängung der Rampe, funktioniert diese oft nicht mehr einwandfrei, lässt sich nicht mehr einfahren und die Fahrt muss unterbrochen werden.

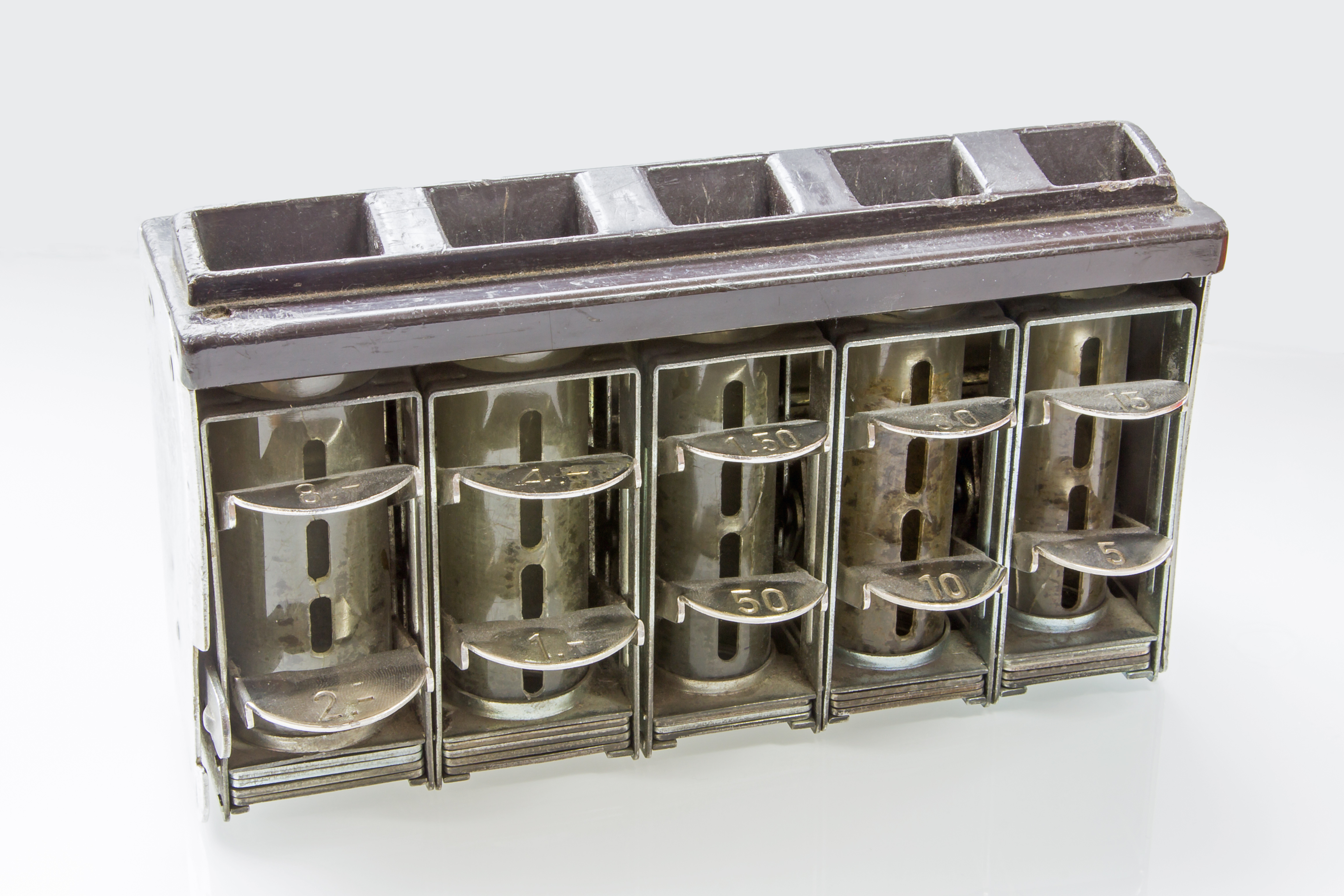
Geldkassette für Münzen

### Fahrerarbeitsplatz
Neben herstellerspezifischen Lösungen bieten die meisten Busproduzenten Fahrerarbeitsplätze nach den VDV-Richtlinien an. Dies beinhaltet unter anderem die Anordnung der Bedienelemente im Armaturenbrett. Bei den meisten heute im Einsatz stehenden Fahrzeugen verfügt der Bus über einen Bordrechner, wo der Fahrer über ein Tastenfeld oder einen Touchscreen Informationen zum Linienweg und Fahrplan aufrufen und Fahrkarten verkaufen kann. Die per GPS oder funkbasierten Ortungssystemen ermittelte Position des Fahrzeugs kann per Mobilfunk an die Leitstelle weitergegeben werden. Des Weiteren befindet sich am Fahrerarbeitsplatz meist ein Galoppwechsler für den Fahrkartenverkauf.

### Außengestaltung
Stadtbusse sind mit Fahrtzielanzeigen ausgestattet. Früher waren das aufgesetzte Kästen, die Steckschilder oder Rollbänder enthielten; heute findet man meist LED- oder Matrixanzeigen hinter Front-, Seiten- und Heckscheiben. Neuere Fahrzeuge sind auch im Innenraum oftmals mit Fahrgastinformationssystemen ausgestattet. Die Außenseiten der Fahrzeuge sind häufig mit Werbung beklebt, um den Betreibern zusätzliche Einnahmen zu ermöglichen. Es heißt allerdings, dass die Praxis des Überklebens der Seitenfenster mit Vollwerbung für den Ruf der Stadtbusse unter den Fahrgästen wenig förderlich sei, daher wurde sie in den letzten Jahren von einigen Verkehrsunternehmen aufgegeben. Andere beschreiten den entgegengesetzten Weg und hüllen ihre Busse in Vollwerbung ein, bei der auch die Scheiben beklebt werden – allerdings behindert die dafür verwendete Lochfolie die Sicht der Fahrgäste nach draußen erheblich. Ein Einblick, um beispielsweise das Platzangebot im Bus abzuschätzen (auch für einen Kinderwagen oder ein Fahrrad), ist ebenfalls nicht mehr möglich.

## Anbieter und Marktsituation

### Hersteller
Der deutsche Markt wird von den deutschen Herstellern EvoBus (Daimler) und MAN dominiert. Unter den Importeuren konnte in den letzten Jahren der polnische Hersteller Solaris einige Erfolge erringen. Bei Midibussen gehört Göppel mit Aufbauten auf MAN-Fahrgestellen zu den wichtigsten Anbietern.
Die wichtigsten nicht mehr existierenden Hersteller waren Büssing (von MAN übernommen), Magirus-Deutz und FIAT (in der IVECO aufgegangen, deutsches Werk später geschlossen) sowie Auwärter Neoplan (von MAN übernommen).

### Modelle
Die wichtigsten Modelle am Markt sind zurzeit (in Reihenfolge der Verbreitung):
- Mercedes-Benz Citaro (Niederflur) und Citaro LE (Low Entry)
- MAN Lion’s City (Niederflur, Midi und Doppeldecker), Lion’s City T (Tiefeinstieg) und Lion’s Classic (Hochflur)
- Solaris Urbino II, Urbino III, New Urbino (alle Niederflur) und Urbino LE (Low Entry)
- Volvo 7900
- Scania OmniCity (Niederflur), OmniLink (Low Entry), Citywide
- Setra S 415 NF, S 416 NF, S 415 LE business, S 416 LE business, S 418 LE business
- VDL Citea
- Van Hool A-Reihe
- Heuliez GX-Reihe
- Iveco Urbanway
- BMC Procity
- Temsa Avenue
- Neoplan Centroliner (Niederflur, Midi und Doppeldecker) und Centroliner Evolution (Niederflur, Solo- und Gelenkbus), von MAN jedoch zu Gunsten des Lion’s City eingestellt worden

Von 1968 bis in die 1990er Jahre waren in Deutschland hauptsächlich die Standard-Linienbusse verbreitet, die im Artikel VÖV-Bus ausführlicher beschrieben sind.

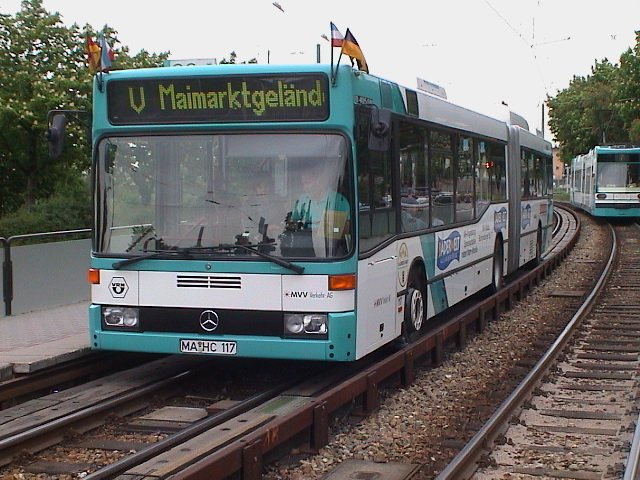
Mechanisch gelenkter Spurbus vom Typ O 405 G in Mannheim

## Spurbus
Eine Weiterentwicklung des klassischen frei lenkbaren Stadtbusses ist der sogenannte Spurbus, auch Busbahn genannt. Hierbei werden die Fahrzeuge mittels einer mechanischen oder optischen Zwangsführung gelenkt und fahren auf einer klar definierten Fahrspur. Teilweise sind die Strecken auch elektrifiziert, in diesem Fall handelt es sich um Spur-O-Busse.